# Ирано-ливанские отношения
Ирано-ливанские отношения — двусторонние дипломатические отношения между Ираном и Ливаном.

## История
В 1979 году в Иране произошла Исламская революция, что было восторженно воспринято шиитской общиной Ливана. В начале 1980-х годов Иран оказывал финансовую и моральную поддержку ливанским шиитским организациям. В 1982 году израильские вооружённые силы осуществили вторжение на территорию Ливана, в качестве контрмер Иран направил в эту страну подразделения Корпуса Стражей Исламской революции. Эти подразделения принимали участие в боях, а также помогали справиться с гуманитарной катастрофой в Ливане. С конца 1980-х годов, предположительно, Иран начал оказывать широкую поддержку ливанской группировке Хезболла.

## Торговля
В 2006 году товарооборот между странами составил сумму 78,4 млн. долларов США. В 2010 году товарооборот составил сумму 180 млн долларов США.